# Dan Cole
Daniel Richard Cole, detto Dan (Leicester, 9 maggio 1987), è un rugbista a 15 britannico, internazionale per l'Inghilterra, pilone del Leicester.

## Biografia
Cresciuto nelle giovanili del Leicester, fu convertito da seconda linea a pilone all'età di 16 anni; dopo aver giocato per due stagioni in prestito al Bedford, debuttò in prima squadra in campionato nel 2008 come terza scelta dietro  Julian White e Martín Castrogiovanni, riuscendo comunque a ritagliarsi un posto in squadra. Nella sua prima stagione coi Tigers vinse il campionato e raggiunse la finale della Heineken Cup.
Nel corso del Sei Nazioni 2010 esordì in Nazionale inglese maggiore, imponendosi quasi subito come un pilone di grande personalità e potenza e di fatto guadagnandosi il posto di titolare, tanto da venire impiegato anche nei successivi test estivi e di fine anno; dopo l'incontro con l'Australia del novembre 2010 l'ex collega di ruolo Graham Rowntree lo definì «un giovane Phil Vickery ma con migliore chiacchiera».
Selezionato per la Coppa del Mondo di rugby 2011, fu in seguito tra le voci più autocritiche circa la cattiva performance dell'Inghilterra che portò all'eliminazione della squadra ai quarti di finale a opera della Francia e affermò dovere essere i rugbisti della sua generazione ad assumersi la responsabilità di condurre al successo la Nazionale. Successivamente, venne selezionato anche per la Coppa del Mondo di rugby 2015, e la Coppa del Mondo di rugby 2019; in quest'ultima occasione divenne il terzo giocatore della Nazionale con più presenze. Nel torneo, L'Inghilterra raggiunse la finale contro il Sudafrica.
A tutta la stagione 2018-19 ha totalizzato 94 presenze in Nazionale e ha vinto tre titoli di campione d'Inghilterra con Leicester; ha inoltre preso parte al tour dei British Lions del 2013 in Australia, scendendo in campo in tutti i tre test match contro gli Wallabies e vincendo la serie 2-1 e successivamente a quello in Nuova Zelanda nel 2017. Con la Nazionale invece ha vinto tre edizioni del Sei Nazioni, in uno dei quali ha ottenuto il Grande Slam.

## Palmarès
- Premiership: 4
Leicester: 2008-09, 2009-10, 2012-13, 2021-22
- Coppe Anglo-Gallesi: 2
Leicester: 2011-12, 2016-17